# Чивитела Бенацоне (Перуђа)
Чивитела Бенацоне је насеље у Италији у округу Перуђа, региону Умбрија.
Према процени из 2011. у насељу је живело 131 становника. Насеље се налази на надморској висини од 401 м.